# 1723 en arts plastiques
| Années des arts plastiques : 1720 - 1721 - 1722 - 1723 - 1724 - 1725 - 1726    |
| Décennies des arts plastiques : 1690 - 1700 - 1710 - 1720 - 1730 - 1740 - 1750 |

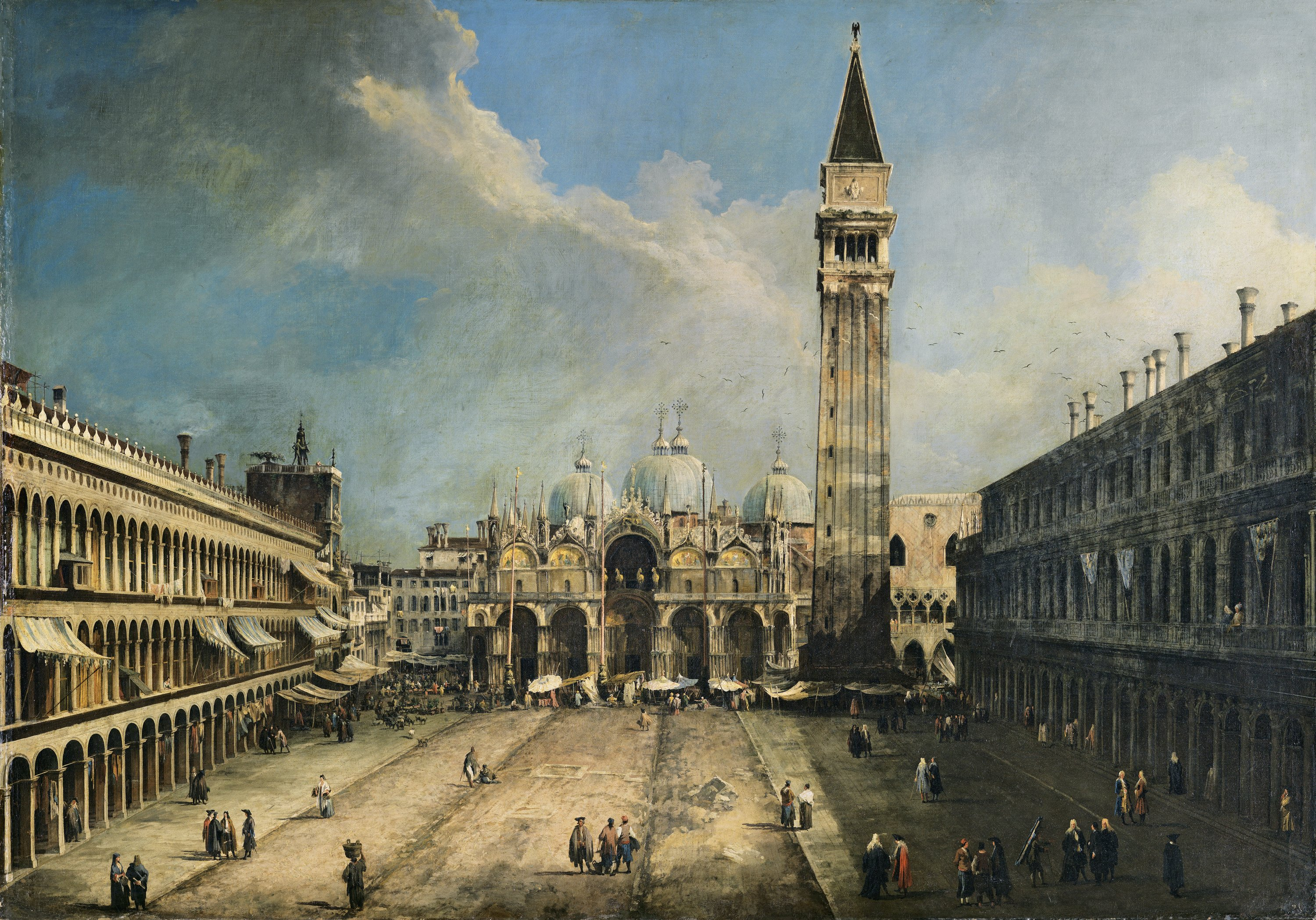
La Place Saint-Marc, toile de Canaletto.

Cette page concerne l'année 1723 en arts plastiques.

## Œuvres
- Persée et Andromède, tableau de François Lemoyne.

## Naissances
- 5 mai : Pio Panfili, graveur, décorateur et peintre italien († 17 juin 1812),
- 12 mai : Domenico Mondo, peintre italien († 10 janvier 1806),
- 5 juin : William Baillie, graveur et militaire irlandais († 22 décembre 1810),
- 16 juillet : Sir Joshua Reynolds, peintre britannique († 23 février 1792),
- 17 septembre : Pierre-Antoine Demachy, peintre français († 10 septembre 1807),
- 17 octobre : Pierre Antoine Baudouin, peintre et dessinateur français († 15 décembre 1769),
- 14 novembre : Johann Ludwig Aberli, peintre et graveur suisse († 17 octobre 1786),
- ? : Giorgio Anselmi, peintre italien  († 1797).

## Décès
- 5 avril : Andrea Porta, peintre italien de la période baroque (° 1656),
- 19 octobre : Godfrey Kneller, peintre britannique (° 8 août 1646),
- ? :
  - Bartolomeo Bimbi, peintre de natures mortes italien (° 1648),
  - Giacinto Garofalini, peintre baroque italien (° 1661),
  - Angelo Massarotti, peintre italien du baroque tardif (rococo) (° 1653).
  - Willem Frederik van Royen, peintre néerlandais (°  1645),